# アイのうた3
『アイのうた3』（アイのうたスリー）は、ユニバーサルミュージックから発売されたオムニバス・アルバムである。2009年12月16日発売。

## 収録曲
1. 遙か / GReeeeN (5:14)
作詞・作曲：GReeeeN
映画『ROOKIES -卒業-』主題歌
2. 素直になれたら / JUJU feat.Spontania (4:49)
作詞: JUJU・Spontania・Jeff Miyahara、作曲: JUJU・Spontania・Jeff Miyahara・RYLL、編曲: Jeff Miyahara・RYLL
日本テレビ系「音楽戦士 MUSIC FIGHTER」POWER PLAY
3. 桜 / FUNKY MONKEY BABYS (5:20)
作詞・作曲：FUNKY MONKEY BABYS・川村結花、編曲：Soundbreakers・CHICA
ロッテ「ガーナミルクチョコレート」CMソング/第一興商「DAM★とも」CMソング/日本テレビ系「横浜国際女子駅伝FINAL!」イメージソング
4. Garden feat.DJ KAORI, Diggy-MO', クレンチ&ブリスタ / May J. (5:27)
作詞：Sugar Soul・Diggy-MO'・クレンチ&ブリスタ・Mr.Blistah、作曲：Kenji Furuya・Sugar Soul
5. 恋焦がれて / BENI (4:32)
作詞：BENI・藤林聖子、作曲・編曲：今井大介
「レコチョク」CMソング/日本テレビ「音楽戦士 MUSIC FIGHTER」POWER PLAY。
6. 同じ空みつめてるあなたに / Spontania feat.AZU (4:37)
作詞・作曲：Spontania・AZU・Jeff Miyahara、編曲：Nagacho
NTTコミュニケーションズ「MUSICO」CMソング
7. 会えなくても feat.西野カナ / WISE (5:24)
作詞：WISE・西野カナ、作曲：GIORGIO CANCEMI
8. 届けたい… feat.KEN THE 390 / 青山テルマ (4:57)
作詞：KEN THE 390・青山テルマ、作曲：KEN THE 390・DJ KOMORI・UTA、編曲：DJ KOMORI・UTA・クラッシャー木村
9. だから一歩前へ踏み出して / Hi-Fi CAMP (4:14)
作詞：SOYA / 作曲：Hi-Fi CAMP / 編曲：AIBA
「ポカリスエット」CMソング
10. 新恋愛 / ET-KING (5:10)
作詞：ET-KING、作曲：ET-KING・NAOKI-T、編曲：NAOKI-T
日本テレビ系「カウントダウン・ドキュメント 秒ヨミ!」エンディングテーマ
11. 純也と真菜実 / Hilcrhyme (4:23)
作詞：TOC、作曲：DJ KATSU、編曲：Hilcrhyme・EQ
日本テレビ系『音楽戦士 MUSIC FIGHTER』POWER PLAY
12. アリガトウ / Sonar Pocket (4:41)
作詞：Sonar Pocket・Yui Nishiwaki、作曲：Sonar Pocket・Kei Ideue、編曲：Soundbreakers
ABC・テレビ朝日系ドラマ『コールセンターの恋人』主題歌
13. キミの香り / Jam-9 (4:22)
作詞・作曲：Jam-9
14. さよなら / かりゆし58 (4:16)
作詞・作曲：前川真悟
日本テレビ『銭ゲバ』主題歌
15. ターコイズ / MONGOL800 (6:31)
作詞：上江洌清作、作曲：MONGOL800